# 日向 (スーパーマーケット)
株式会社日向（ひうが、Huga Corporation.）は、かつて山梨県山梨市に本社を置き、山梨県内にスーパーマーケット「ひうが」を展開していた小売業者である。

## 概要
1974年（昭和47年）に塩山市（現・甲州市）に1号店を出店。
その後、九州最大手だったスーパーマーケット「寿屋」（現：カリーノファシリティーズ）、及びラララグループ（現：カリーノグループ）の東日本唯一の拠点として県内に店舗を増やしていったが、2000年代になると寿屋が倒産。更に県内の大手スーパーとの競争に加え、県外資本のショッピングセンターが進出したことにより苦しい状況となり、合理化のため次々と店舗を閉鎖していった。
しかし経営が改善されることが無く、2013年（平成25年）1月10日に同月15日を以て全店舗閉鎖することが発表された。最後まで残った6店舗のうち5店舗は売却され、別名義で営業を再開している。
独自のポイント制度として「ひまわりポイント」があったが、2012年（平成24年）12月5日を以てポイント付与を停止している（ポイントそのものは2013年1月5日まで有効。）。

## 店舗
2013年1月15日に閉店した店舗
- 春日居店（笛吹市）
  - やまとが出店したが[2]、2017年（平成29年）に同社も経営破綻した為閉店し、スーパーマーケットとしての役目を終えた。その後、ドラッグストアのツルハドラッグ笛吹春日居店が開業。[要出典]
- 勝沼店（甲州市）
  - 笛吹市の「グディーズナカヤ」が出店し [2]、「グディーズナカヤ勝沼店」として営業。
- 三日市場店（甲州市）
  - 「グディーズナカヤ」が出店し [2]、「グディーズナカヤ三日市場店」として営業。
- 山梨店（山梨市）
  - 建物解体後、跡地には2019年1月現在いちやまマートが営業している。
- 中富店（身延町）
  - オギノに売却し、「オギノ中富店」として営業。
- 南部店（南部町）
  - オギノに売却し、「オギノ南部店」として営業。

2013年1月14日以前に閉店した店舗
- （初代）塩山店（塩山市駅前紅白のれん街1112[3]（現・甲州市）、1968年（昭和43年）11月23日開店[3]-?閉店）

店舗面積643m2
- （2代目）塩山店（塩山市上於曽1081-1[4]（現・甲州市）、1985年（昭和60年）9月開店[5] - 2006年閉店）
  - 塩山ショッピングセンター シルクの核店舗として出店[5]。
  - 現・甲州市役所
- 石和店（東八代郡石和町市部1084[3]（現・笛吹市）、1967年（昭和42年）6月26日開店[3]-2006年5月21日閉店）

店舗面積274m2
- - 現・セイジョー[要出典]
- 相生店（甲府市）
- 大月店（大月市）
- 身延店（身延町）- 2008年7月28日休業（身延ショッピングセンターCOMA内）
- 池田店（甲府市）- 2008年閉店
  - 跡地はJA（農協）系列の葬儀場となった。[要出典]
- 四方津店（上野原市） - 2010年12月閉店
- 初狩店（大月市） - 2010年頃営業していた
- G・Price市川大門店（市川三郷町）
- 八代店（笛吹市）
- 都留店（都留市）- 2012年4月22日閉店
  - 現・ダイソー[要出典]
- 田野倉店（都留市）- 2012年4月22日閉店
  - 現・公正屋[要出典]

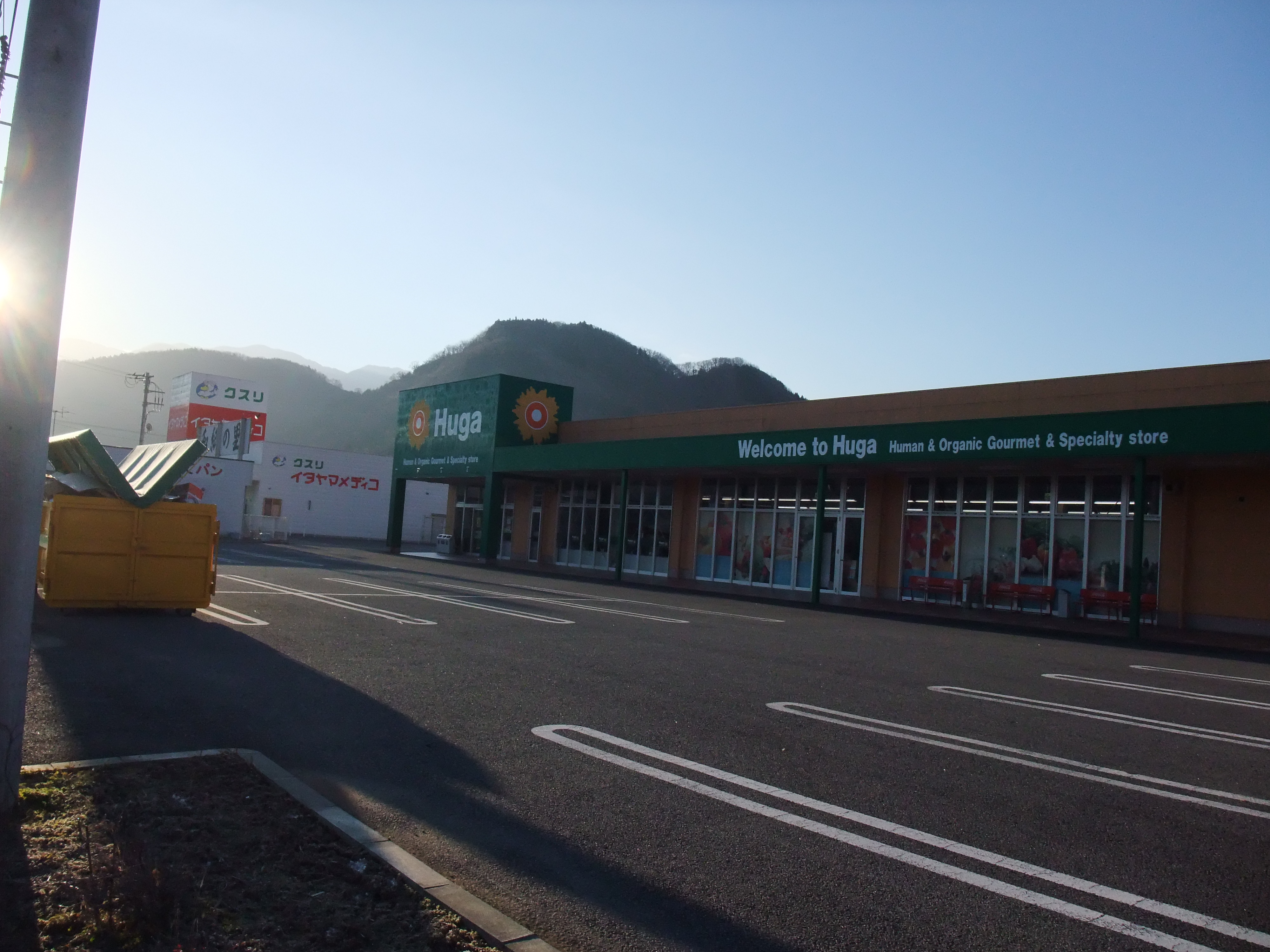
日向 (Huga) 中富店
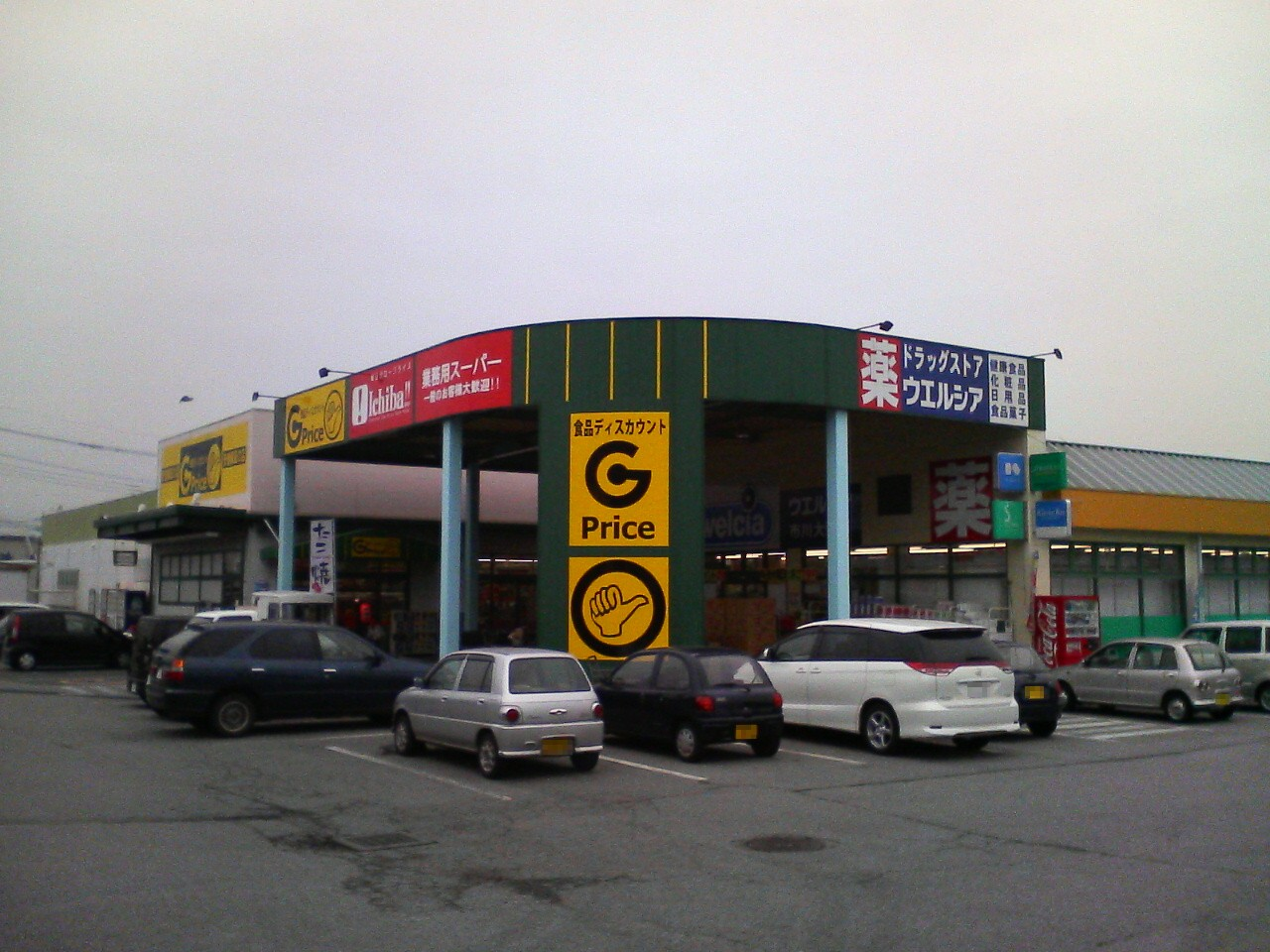
G・Price（ジー・プライス）市川大門店
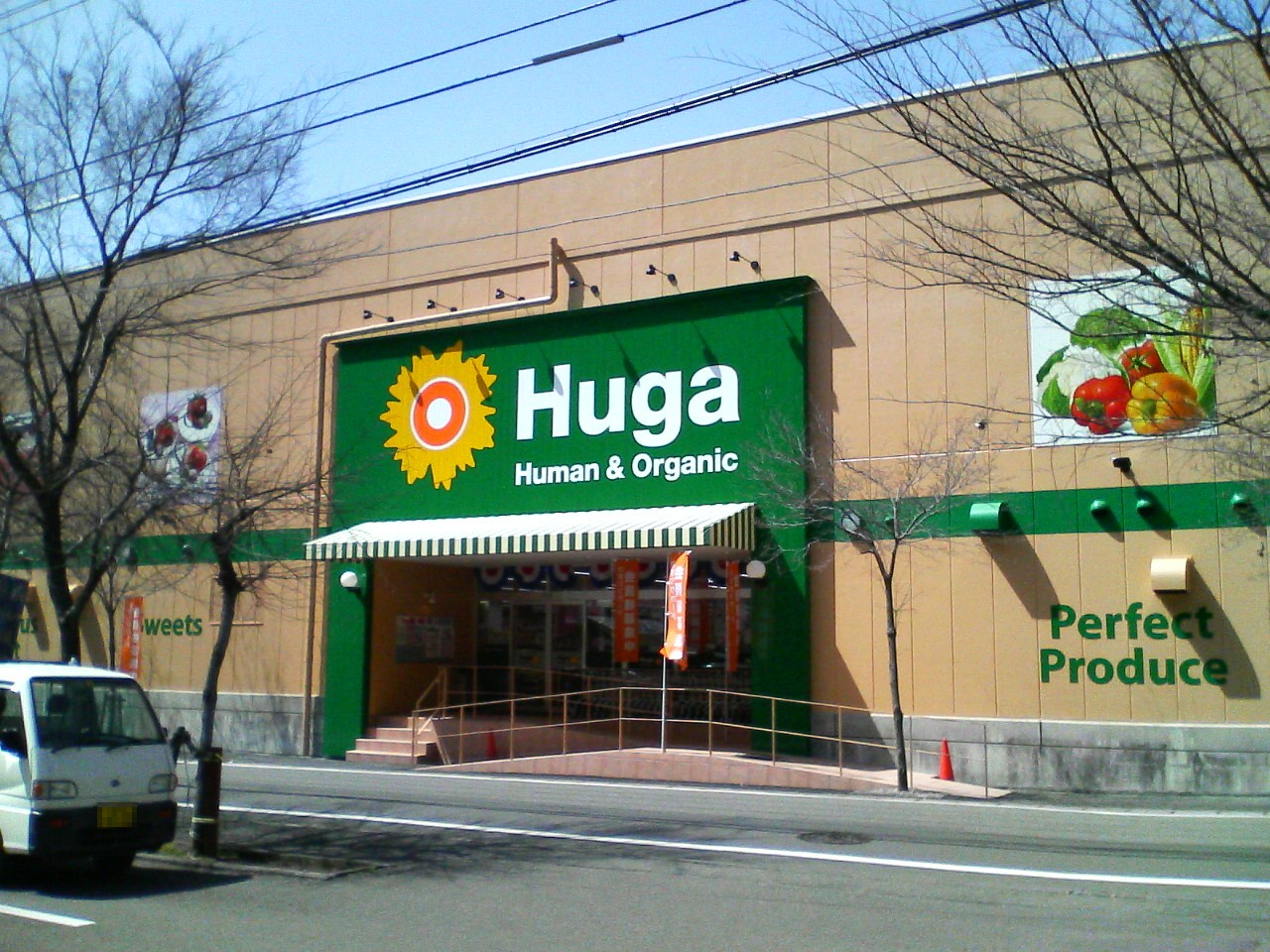
日向 (Huga) 身延店（身延ショッピングセンターCOMA。現在は建物も解体されている。）